# Békepapok Magyarországon
A békepapság a magyar kommunista rendszer által szervezett mozgalom volt az 1950-es évektől, amely része volt az egyházak társadalmi befolyásának megtörését szolgáló erőfeszítéseknek a diktatúra évtizedeiben.
Az 1950. augusztus 1-jén egy „békegyűlésen” Kádár János irányításával szovjet mintára létrehozott mozgalom célja az egyház megosztása és a hívők elbizonytalanítása volt. Ennek módszere az volt, hogy az uralkodó rezsim a Szentszék befolyási körén kívül eső kulcspozíciókba saját embereit ültette. A rendszer ellenségeinek tekintett papokat pedig nyomás alatt tarthatták azzal a fenyegetéssel, hogy békepappal leválthatók.
A békepap-mozgalmat a kommunista blokk országai számára központilag tervezték, nemzetközi intézményeket hoztak létre hozzá, de sehol sem sikerült elérni az egyházak szétzilálását. Romániában megalapítani sem sikerült, Jugoszláviában létrejött, de szinte látszat nélkül, végelgyengülésben múlt ki, Lengyelországban nem tudott elérni jelentős befolyást, Csehszlovákiában feloszlatták.
Magyarországon évtizedekig működött. A békepapnak álltak nagyon különböző indíttatással csatlakoztak, voltak köztük, akik egyéniségük vagy elhatározásuk miatt keveset ártottak, mások tevékenysége azonban a diktatúra súlyát helyezte az egyházak és a hívek vállára, segítséget nyújtottak a vallásgyakorlás üldözésében és társaiknak nagy személyes károkat okoztak.
Voltak olyan papok is, akiket kínzással kényszerítettek a békemozgalomhoz való csatlakozáshoz, mint Nyisztor Zoltán prelátus, aki igent mondott, de aztán nyugatra szökött az országból. Varga Ferencnek ugyanez nem sikerült: elfogták és hazaárulás vádjával életfogytiglani börtönre ítélték.
A mozgalom alapító vezetője Beresztóczy Miklós lett, aki elbeszélése szerint nem tudta elviselni a kínzásokat, illetve az egyházi elöljárójával feszült viszonyban álló Horváth Richárd (miután egy püspöke által korábban felfüggesztett, kompromittált másik papot nem tudtak erre a szerepre rávenni.)

## A békemozgalom háttere
Amikor a papi békezmozgalom elindult, az egyházak már túl voltak a kommunista hatalomátvétel első nagy próbatételein, amely sokak számára a halált jelentette. Megkezdődött a papok, szerzetesek, nővérek keletre hurcolása, bebörtönzése és internálása, megkínzása és megalázása, lezajlottak az egyházak és a hívők megfélemlítését szolgáló koncepciós perek.
Az erőszak a mozgalom megindulása után is sokáig folytatódott – a békepapi mozgalom azt volt hivatva demonstrálni, hogy a hatalom csak abban a formában tűri meg a vallásgyakorlást, ha az neki teljes mértékben alávetetten, a társadalmi befolyásgyakorlás teljes kizárásával folyik, illetve ha ez a befolyás a kommunista rendszer nyílt támogatásában merül ki.
A mozgalom a megfélemlítés közepette túlélési mintát mutatott a papoknak, amelyhez az is hozzátartozott, hogy a kulcshelyekre juttatott békepapok útján a plébániákon tapasztalt legkisebb aktivitást is áthelyezéssel, vagy ennél drasztikusabb módon büntették.
Erre részben azért volt szükség, mert a hatalomátvétel előtt az egyházak köré hatalmas, milliós tagságú, színes civil élet szerveződött, amelyet szét akartak zúzni, mert a rendszer széthullásáig nem tűrte a hatalomtól független szerveződéseket. Másrészt az egyház belső felbomlasztását azért kísérelték meg, mert az erőszak mérsékelt sikerre vezetett, a hívők megvédték papjukat, vagy elhurcolása után is szimpatizáltak vele és a szabad média fokozatos felszámolásával egyre erősebb egyházellenes propaganda sem volt átütő sikerű, az üldözés és a rágalmak ellenére az egyház és a vallás még mindig élt.
Több sikertelen korai próbálkozás után a magyar kommunista párt, a Magyar Dolgozók Pártja Központi Vezetőségének (MDP KV) jegyzőkönyvei szerint a békemozgalmat a vezetőség tervezte meg. A háttérből való irányítására 1950-ben Kádár János kapott megbízást.

## A mozgalom megalapítása
A mozgalom Budapesten jött létre. A meghívóban nem szerepelt, hogy mozgalom megalapításáról lesz szó és erre csak a gyűlés végén került sor. Az első békegyűlésen a híradások szerint 273-an vettek részt, amely a papság ekkori 7300-as létszámához képest kicsi volt, a szervezett sajtókampány azonban ezt az összehasonlítást nem közölte, és a résztvevők nagy számáról cikkezett. Ahogy nem közölték azt sem, hogy a gyűlésen papnak öltözött ávósok és ügynökök is részt vettek, vagy hogy a jelenléti íven olyanokat is feltüntettek, akik ekkor már internálótáborban voltak. (Sok szabadon lévő pap utólag tiltakozott, amiért szintén jelenlévőnek tüntették fel őket).
A hivatalos tájékoztatásban (ekkor már csak az volt) az szerepelt, hogy a békepapok a gyűlésen az egyház és a népi demokrácia iránti hűségüket együtt fejezték ki. Természetesen nem szerepelt az újságokban az MDP KV 1950. június 14-ei titkos határozata sem, amelyben a következő utasítás szerepelt: "A papi békemozgalmat fel kell használni a katolikus alsópapság és a felső vezetők szembeállítására" Nem volt ismert az a jegyzőkönyv sem, amely szerint Kádár Jánosék előkészítették az ülés napirendjét, magukat a felszólalásokat és a sajtóvisszhangot.